# Myrtle (Missisipi)
Myrtle – miasto w Stanach Zjednoczonych, w stanie Missisipi, w hrabstwie Union.